# Рамень (Владимирская область)
Рамень — деревня в Меленковском районе Владимирской области России, входит в состав Илькинского сельского поселения.

## География
Деревня расположена на берегу речки Раменка в 10 км на запад от центра поселения села Илькино и в 24 км на юго-запад от Меленок.

## История
Деревня впервые упоминается в 1715 году в составе вновь образованного Пьянгусского прихода, в ней числилось 7 дворов. 
В конце XIX — начале XX века деревня входила в состав Лехтовской волости Меленковского уезда, с 1926 года — в составе Меленковской волости Муромского уезда. В 1859 году в деревне числилось 23 двора, в 1905 году — 40 дворов, в 1926 году — 56 дворов.
С 1929 года деревня являлась центром Раменского сельсовета Меленковского района, с 1940 года в составе — Двойновского сельсовета, с 1954 года — в составе Илькинского сельсовета, с 2005 года — в составе Илькинского сельского поселения. 

## Население
| 1859 | 1905 | 1926 | 2002 | 2010 | 2021 |
| ---- | ---- | ---- | ---- | ---- | ---- |
| 146  | ↗226 | ↗329 | ↘38  | ↘25  | ↘15  |